# Pammon
Dans la mythologie grecque, Pammon (en grec ancien Πάμμων / Pámmôn) est un prince et héros troyen, commandant pendant la fin de la guerre de Troie.

## Mythe
Pammon est le fils du couple royal troyen Priam et d'Hécube,,.
Il meurt lors de la prise de Troie aux côtés de ses frères Politès et Antiphonos, tués par Néoptolème, le fils d'Achille,.

### Sources antiques
1. ↑  Homère, Iliade [détail des éditions] [lire en ligne], chant XXIV.
2. ↑  Pseudo-Apollodore, Bibliothèque [détail des éditions] [lire en ligne], III, 12, 5.
3. ↑  Quintus de Smyrne, Suite d'Homère [détail des éditions] [lire en ligne], chant XIII.